# Wormser Religionsgespräch (1541)
Das Wormser Religionsgespräch von 1540/41 war die Fortsetzung des Hagenauer Religionsgesprächs von 1540, in dem das Verfahren für ein künftiges Religionsgespräch zwischen katholischen und evangelischen Reichsständen festgelegt werden sollte.

## Ablauf
Das Wormser Religionsgespräch fand vom 25. November 1540 bis 17. Januar 1541 statt. Kaiser Karl V. schickte seinen Minister Nicolas de Granvelle nach Worms, der zwischen katholischen und protestantischen Theologen vermitteln sollte. Während der Konvent über Verfahrensfragen diskutierte, beauftragte Granvelle eine kleine Theologengruppe, in Geheimverhandlungen gemeinsame Lehrartikel zu verfassen, die auf dem im Juni 1541 stattfindenden Regensburger Reichstag als kaiserlicher Konsenstext vorgestellt werden sollten. Die auf einen Ausgleich zwischen Katholiken und Protestanten bedachten Theologen Martin Bucer, der als Berater Philipps von Hessen großen Einfluss hatte, sowie der von Erasmus von Rotterdam geprägte katholische Reformer Johannes Gropper erarbeiteten 27 lateinische Artikel, das so genannte Wormser Buch, in dem ein weitreichender Konsens über zentrale Lehrfragen (Sünde und Rechtfertigung, Kirche, Sakramente und Zeremonien) formuliert wurde. 
Für das Religionsgespräch auf dem Regensburger Reichstag im Frühjahr 1541 wurde das Wormser Buch (nicht – wie von den Protestanten ursprünglich gefordert – die Confessio Augustana) als Grundlage vorgelegt, und zwar in einer von Kardinal Gasparo Contarini im Sinne der römisch-katholischen Kirchenlehre redigierten Fassung. Das dort erarbeitete Regensburger Buch baute jedoch nicht auf dem Wormser Buch auf, sondern versuchte einen Neuansatz.

### Darstellungen
- Erwin Iserloh: Die Religionsgespräche 1540/41. In: Erwin Iserloh, Josef Glazik, Hubert Jedin (Hrsg.): Reformation, katholische Reform und Gegenreformation (= Handbuch der Kirchengeschichte Band IV). Herder, Freiburg im Breisgau 1967, Sonderausgabe 1999, ISBN 3-451-27100-1, S. 285–290.
- Wolf-Dieter Hauschild: Lehrbuch der Kirchen- und Dogmengeschichte. Band 2: Reformation und Neuzeit. 3. Auflage. Kaiser Gütersloher Verlags-Haus, Gütersloh 2005, ISBN 3-579-00094-2, S. 145.
- Athina Lexutt: Rechtfertigung im Gespräch. Das Rechtfertigungsverständnis in den Religionsgesprächen von Hagenau, Worms und Regensburg 1540/41. Vandenhoeck & Ruprecht, Göttingen 1996 (= Forschungen zur Kirchen- und Dogmengeschichte Bd. 64). ISBN 978-3-525-55172-1
- Wolf-Friedrich Schäufele: Wahrheit im Dialog. Die Wormser Religionsgespräche von 1540/41 und 1557 im historischen Kontext. In: Volker Gallé (Hrsg.): Dulden oder Verstehen. Dokumentation zu den „Wormser Religionsgesprächen“ vom 19. bis 21. April 2013 in Worms. Worms 2013, S. 52–69.
- Otto Scheib: Die innerchristlichen Religionsgespräche im Abendland. Regionale Verbreitung, institutionelle Gestalt, theologische Themen, kirchenpolitische Funktion. Mit besonderer Berücksichtigung des konfessionellen Zeitalters (1517–1689). Harrassowitz, Wiesbaden 2009 (= Wolfenbütteler Forschungen Bd. 122). ISBN 978-3-447-06133-9, S. 186.